# Министерство внутренних дел Грузии
Министерство внутренних дел Грузии (груз. საქართველოს შინაგან საქმეთა სამინისტრო, МВД (შსს)) —государственный правоохранительный орган Грузии. Его головной офис находится в Тбилиси.

## История
После провозглашения независимости 26 мая 1918 года на собрании Национального совета Грузии было основано Министерство внутренних дел Грузии. В основные функции министерства входила борьба с контрреволюционными выступлениями и большевистской пропагандой, противодействие хищениям государственной казни и т. д.
25 февраля 1921 года грузинские большевики при помощи России свергли легитимное меньшевистское правительство Грузии. С этого дня было ликвидировано независимое Министерство внутренних дел Грузии. Постановлением Революционного комитета от 26 марта 1921 года вместе с другими комиссариатами был сформирован Народный Комиссариат Внутренних Дел Грузинской ССР.
С 1922 до 1936 г. Грузинская ССР входила в состав ЗСФСР и республиканское Управление соответственно подчинялось НКВД ЗСФСР. 5 декабря 1936 г. в связи с упразднением Закавказской Федерации Грузинская ССР непосредственно вошла в состав СССР. Приказом НКВД № 004 от 1 января 1937 г. Управление НКВД по Грузинской ССР было преобразовано в Наркомат.
8 августа 1941 года распоряжением Президиума Верховного Совета Грузинской ССР, Народный комиссариат внутренних дел и Народный комиссариат государственной безопасности объединились в Народный комиссариат внутренних дел. 15 апреля 1953 года Верховный Совет Грузинской ССР принял закон о преобразовании министерств. Согласно закону, Министерство государственной безопасности и Министерство внутренних дел объединились в одно министерство — МВД Грузинской ССР.
10 апреля 1954 года распоряжением Президиума Верховного Совета Грузинской ССР при Совете Министров Грузинской ССР был создан Комитет государственной безопасности (КГБ). В 1962 году Министерство внутренних дел преобразовалось в республиканское Министерство охраны общественного порядка. 19 ноября 1968 года ему вернули прежнее название.
9 апреля 1991 года Грузия провозгласила свою независимость от СССР и соответственно МВД Грузинской ССР стало министерством независимой Республики Грузия.
После начала масштабных реформ правоохранительных структур Грузии в 2003 году Министерство государственной безопасности перешло в подчинение Министерства внутренних дел.
1 августа 2015 года произошло организационное и институциональное разделение полиции и службы безопасности. Была сформирована независимая Служба государственной безопасности.

## Основные задачи
- Осуществление превентивных мер с целью борьбы с преступностью и другими правонарушениями
- Выявление и реагирование на преступления и другие правонарушения
- Охрана и контроль государственной границы (включая морские границы)
- Охрана стратегических трубопроводов
- Превенция и борьба с нелегальной миграцией
- Осуществление лицензионной, разрешительной и регистрационной деятельности
- Обеспечение дорожной безопасности
- Осуществление поисково-спасательных мероприятии
- Осуществление мероприятии во время чрезвычайного положения и в период военных действии в соответствии с законодательством
- Имплементация мер гражданской обороны во время чрезвычайных ситуации
- Обучение и профессиональное развитие полицейских и сотрудников служб безопасности[3]

## Структура
Министерство возглавляет министр и четыре заместителя министра.

#### Полицейские подразделения
- Департамент центральной криминальной полиции
- Департамент патрульной полиции
- Центр совместных операций (департамент)
- Пограничная полиция Грузии (подведомственное государственное учреждение)
- Национальное центральное бюро Интерпола в Грузии (департамент)
- Департамент полиции Аджарской Автономной Республики
- Департамент полиции Абхазской Автономной Республики
- Департамент полиции г. Тбилиси
- Департамент полиции Мцхета-Мтианети
- Департамент полиции Шида-Картли
- Департамент полиции Квемо-Картли
- Департамент полиции Кахетии
- Департамент полиции Самцхе-Джавахети
- Департамент полиции Имерети, Рача-Лечхуми и Квемо-Сванети
- Департамент полиции Гурии
- Департамент полиции Самегрело — Земо Сванети

Специальные подразделения
- Департамент охраны стратегических трубопроводов
- Департамент особых заданий
- Департамент охраны объектов

ЮЛПП (Юридические лица публичного права)
- Академия МВД
- Департамент охранной Полиции
- Оперативный центр управления неотложной помощи «112»
- Агентство обслуживания
- Служба здравоохранения
- Департамент по государственным материальным резервам
- Агентство управления чрезвычайными ситуациями (департамент)[4]

Другие Подразделения
- Администрация (департамент)
- Генеральная инспекция (департамент)
- Экономический департамент
- Департамент логистики
- Департамент управления людскими ресурсами
- Экспертно-криминалистический департамент
- Информационно-аналитический департамент
- Департамент оперативного обеспечения
- Департамент исследований и развития
- Департамент международных отношений
- Департамент обеспечения временного содержания
- Департамент по связям с общественностью
- Департамент внутреннего аудита
- Департамент миграции
- Департамент правового обеспечения

## Наркомы (Министры) внутренних дел Грузинской ССР
| №  | Фото | Имя                    | Полномочия      | Полномочия      |
| №  | Фото | Имя                    | Начало          | Окончание       |
| -- | ---- | ---------------------- | --------------- | --------------- |
| 1  |      | Алексей Гегечкори      | 1922            | 1923            |
| 2  |      | Лаврентий Берия        | 4 апреля 1927   | декабрь 1930    |
| 3  |      | Давид Киладзе          | 15 июля 1934    | 11 ноября 1934  |
| 4  |      | Серго Гоглидзе         | 11 ноября 1934  | 14 ноября 1938  |
| 5  |      | Авксентий Рапава       | 19 ноября 1938  | 26 февраля 1941 |
| 6  |      | Варлам Какучая         | 26 февраля 1941 | 31 июля 1941    |
| 7  |      | Авксентий Рапава       | 31 июля 1941    | 7 мая 1943      |
| 8  |      | Григорий Каранадзе     | 7 мая 1943      | 8 апреля 1952   |
| 9  |      | Вахтанг Лоладзе        | 29 мая 1952     | 16 марта 1953   |
| 10 |      | Александр Кочлавашвили | 16 марта 1953   | 21 марта 1953   |
| 11 |      | Варлам Какучая         | 21 марта 1953   | 10 апреля 1953  |
| 12 |      | Владимир Деканозов     | 10 апреля 1953  | 30 июня 1953    |
| 13 |      | Алексей Инаури         | 20 июля 1953    | 26 марта 1954   |
| 14 |      | Владимир Джанджгава    | май 1954        | декабрь 1958    |
| 15 |      | Иван Гарибашвили       | 18 ноября 1958  | 16 августа 1961 |
| 16 |      | Отар Кавтарадзе        | 16 августа 1961 | 22 мая 1965     |
| 17 |      | Эдуард Шеварднадзе     | 22 мая 1965     | 1972            |
| 18 |      | Константин Кетиладзе   | 18 августа 1972 | 26 мая 1979     |
| 19 |      | Гурам Гветадзе         | 26 мая 1979     | 21 января 1986  |
| 20 |      | Шота Горгодзе          | 22 января 1986  | 23 ноября 1990  |
| 21 |      | Дилар Хабулиани        | 23 ноября 1990  | 9 апреля 1991   |

## Министры внутренних дел Грузии
| №  | Фото | Имя                 | Полномочия       | Полномочия       |
| №  | Фото | Имя                 | Начало           | Окончание        |
| -- | ---- | ------------------- | ---------------- | ---------------- |
| 1  |      | Дилар Хабулиани     | 9 апреля 1991    | декабрь 1991     |
| 2  |      | Давид Саларидзе     | декабрь 1991     | январь 1992      |
| 3  |      | Роман Гвенцадзе     | январь 1992      | ноябрь 1992      |
| 4  |      | Тимур Хачишвили     | ноябрь 1992      | сентябрь 1993    |
| 5  |      | Эдуард Шеварднадзе  | сентябрь 1993    | октябрь 1993     |
| 6  |      | Шота Квирая         | октябрь 1993     | 2 сентября 1995  |
| 7  |      | Каха Таргамадзе     | 2 сентября 1995  | 2001             |
| 8  |      | Коба Нарчемашвили   | 2001             | ноябрь 2003      |
| 9  |      | Георгий Барамидзе   | ноябрь 2003      | 7 июня 2004      |
| 10 |      | Ираклий Окруашвили  | 7 июня 2004      | 17 декабря 2004  |
| 11 |      | Иване Мерабишвили   | 18 декабря 2004  | 4 июля 2012      |
| 12 |      | Бачана Ахалая       | 4 июля 2012      | 20 сентября 2012 |
| 13 |      | Екатерина Згуладзе  | 20 сентября 2012 | 25 октября 2012  |
| 14 |      | Ираклии Гарибашвили | 25 октября 2012  | 20 ноября 2013   |
| 15 |      | Александр Чикаидзе  | 20 ноября 2013   | 23 января 2015   |
| 16 |      | Вахтанг Гомелаури   | 26 января 2015   | 3 августа 2015   |
| 17 |      | Георгий Мгебришвили | 3 августа 2015   | 13 ноября 2017   |
| 18 |      | Георгий Гахария     | 13 ноября 2017   | 9 сентября 2019  |
| 19 |      | Вахтанг Гомелаури   | 9 сентября 2019  | действующий      |